# Anelasma squalicola
Espèce
Anelasma squalicola est une espèce de cirripèdes de la famille des Anelasmatidae.
C'est une bernacle parasite de requins, comme l'Aiguillat noir (Centroscyllium fabricii) ou Etmopterus spinax.